# Зимбабве на Летњим олимпијским играма 1980.
Зимбабве је учествовао на Летњим олимпијским играма 1980. у Москви СССР и био је то уједно дебитантски наступ за ову афричку земљу на Летњим олимпијским играма. Држава, раније позната као Родезија, учествовала је на три игре под тим именом. На овим играма чествовало је 42 такмичара, 23 мушкарца и 19 жена, у 30 дисциплина у 10 спортова.

### Хокеј на трави (жене)
Након бојкота Олимпијаде, Олимпијски комитет је упутио позиве другим нацијама да се придруже такмичењу у женској конкуренцији. Зимбабве је пристао на позив и у свом једином досадашњем наступу на олимпијском хокеју, они су узели златну медаљу пошто су шокирали цео свет када су је освојили. Неки од историчара спорта овај резултат називају „бајком“ јер Зимбабве неће добити још једну медаљу до игара у Атини 2004. године.
- 1. место (Златна медаља)
Сара Инглиш, Морин Џорџ, Ен Грант (капитен), Сузан Хагет, Патриша Макилоп, Бренда Филипс, Кристин Принсло, Соња Робертсон, Антеа Стјуарт, Хелен Волк, Линда Вотсон, Елизабет Чејс, Сандра Чик, Џилијан Каули и Патриша Дејвис. , женско екипно такмичење.[5]

| Пољска | 0 : 4 | Зимбабве |
| ------ | ----- | -------- |
|        |       |          |

| Зимбабве | 2 : 2 | Чехословачка |
| -------- | ----- | ------------ |
|          |       |              |

| СССР | 0 : 2 | Зимбабве |
| ---- | ----- | -------- |
|      |       |          |

| Индија | 1 : 1 | Зимбабве |
| ------ | ----- | -------- |
|        |       |          |

| Аустрија | 1 : 4 | Зимбабве |
| -------- | ----- | -------- |
|          |       |          |

## Стрељаштво
Зимбабве је представљао један стрелац у стреличарству на Олимпијским играма 1980. године, а он је имао свој једини наступ на Олимпијским играма. У такмичењу Дејвид Кембел Милн је завршио на 34. месту, надмашио је четири стрелца.
Мушкарци, појединачно такмичење:
- Дејвид Кембел Милн — 2.146 поена (→ 34. место)[7]

## Атлетика
Зимбабве је представљало пет мушких атлетичара на Олимпијским играма 1980. године, Зефанија Нкубе, који је у то време имао 23 године, учествовао је на својим првим Олимпијским играма.
Кенијас Тембо се такмичио у трци на 10.000 метара на својој јединој Олимпијади. У својој групи је завршио на 10. месту што га није довело до финала, јер су прва 4 прошла у финале аутоматски, а следећа три такмичара са најбољим временима су попунила преостала места за финале. In his heat, he would finish in 10th place which didn't get him through to the final as the top 4 got through to the final automatically with the next best three getting in.
Зимбабве је учествовао са три такмичара у маратонској трци, од тога двојица су завршила трку а један је одустао. Најмлађи од њих тројице, Тапфуманеи Јонга који ће се такмичити на краћим дисциплинама на следећој Олимпијади, био је најбољи од њих тројице, јер је завршио на 51. месту, али са заостатком од првог места преко тридесет пет минута. Шест минута иза је био Абел Нкхома који је био последњи тркач који је завршио маратонску трку.
Мушкарци
| Такмичар          | Дисциплина | Група    | Група | Четвртфинале              | Четвртфинале              | Полуфинале                | Полуфинале                | Финале                    | Финале                    |
| Такмичар          | Дисциплина | Резултат | Поз.  | Резултат                  | Поз.                      | Резултат                  | Поз.                      | Резултат                  | Поз.                      |
| ----------------- | ---------- | -------- | ----- | ------------------------- | ------------------------- | ------------------------- | ------------------------- | ------------------------- | ------------------------- |
| Зефанијах Нкубе   | 5.000 m    | 14:06.7  | 10    | Испао из даљњег такмичења | Испао из даљњег такмичења | Испао из даљњег такмичења | Испао из даљњег такмичења | Испао из даљњег такмичења | Испао из даљњег такмичења |
| Кениас Тембо      | 10.000 m   | 30:53.8  | 10    | Испао из даљњег такмичења | Испао из даљњег такмичења | Испао из даљњег такмичења | Испао из даљњег такмичења | Испао из даљњег такмичења | Испао из даљњег такмичења |
| Тапфуманеји Јонга | Маратон    | Н/Д      | Н/Д   | Н/Д                       | Н/Д                       | Н/Д                       | Н/Д                       | 2:47.17                   | 51                        |
| Абел Нкома        | Маратон    | Н/Д      | Н/Д   | Н/Д                       | Н/Д                       | Н/Д                       | Н/Д                       | 2:53:35                   | 53                        |
| Ласвел Нгома      | Маратон    | Н/Д      | Н/Д   | Н/Д                       | Н/Д                       | Н/Д                       | Н/Д                       | Одустао                   |                           |

## Бициклизам
Три бициклиста су представљала Зимбабве 1980. године.
Појединачна друмска трка
- дејвид Гилој
- Мајкл Мекбет]

Спринт
- Џон Муса

1.000 m хронометар
- Џон Муса

## Скокови у воду
Одскочна даска, мушки
- Дејвид Парингтон

- Прелиминарна рунда — 416.67 поена (→ 24. место, није се квалификовао у следећу рунду)

Скакаоница, мушки
- Дејвид Парингтон

- Прелиминарна рунда — 356.76 поена (→ 22. место, није се квалификовао у следећу рунду)

### Пливање
100 m слободно мушки
- Гај Гусен

- Група — 52.87 (→ није се квалификовао у следећу рунду)

200 m слободно мушки
- Гај Гусен

- Група — 1:56.88 (→ није се квалификовао у следећу рунду)

100 m лептир мушки
- Гај Гусен

- Група — 56.15 (→ квалификовао се у полуфинале)
- Полуфинале — 56.35 (→ 5. место није се квалификовао у следећу рунду)

100 m слободно жене
- Лин Таскер

- Група — 1:03.36 (→ није се квалификовала у следећу рунду)

200 m прсно жене
- Лин Таскер

- Група — 1:18.81 (→ није се квалификовала у следећу рунду)

200 m прсно жене
- Лин Таскер

- Група — 2:48.86 (→ није се квалификовала у следећу рунду)